# Brodawczyca koni

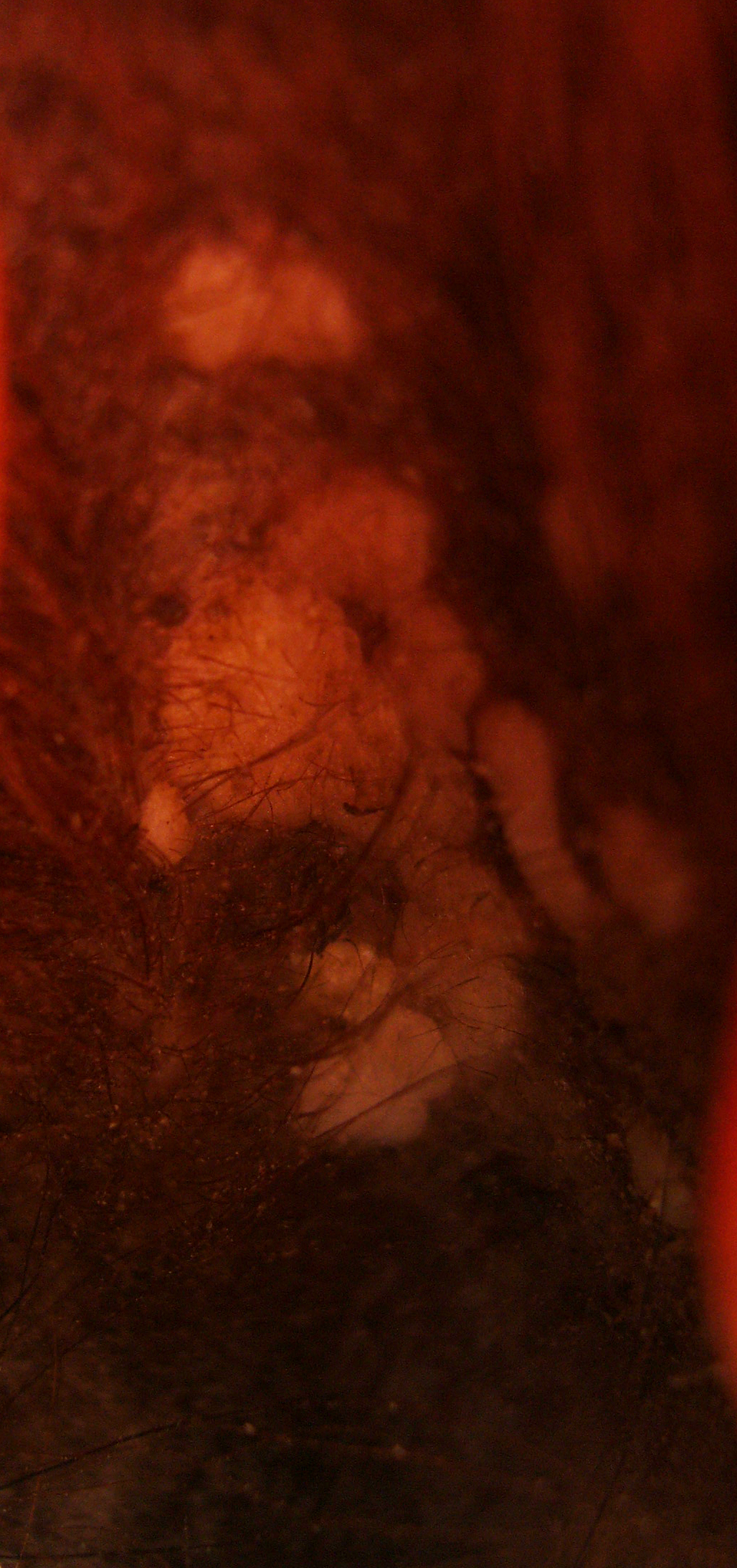
wirus brodawczaka końskiego, forma uszna

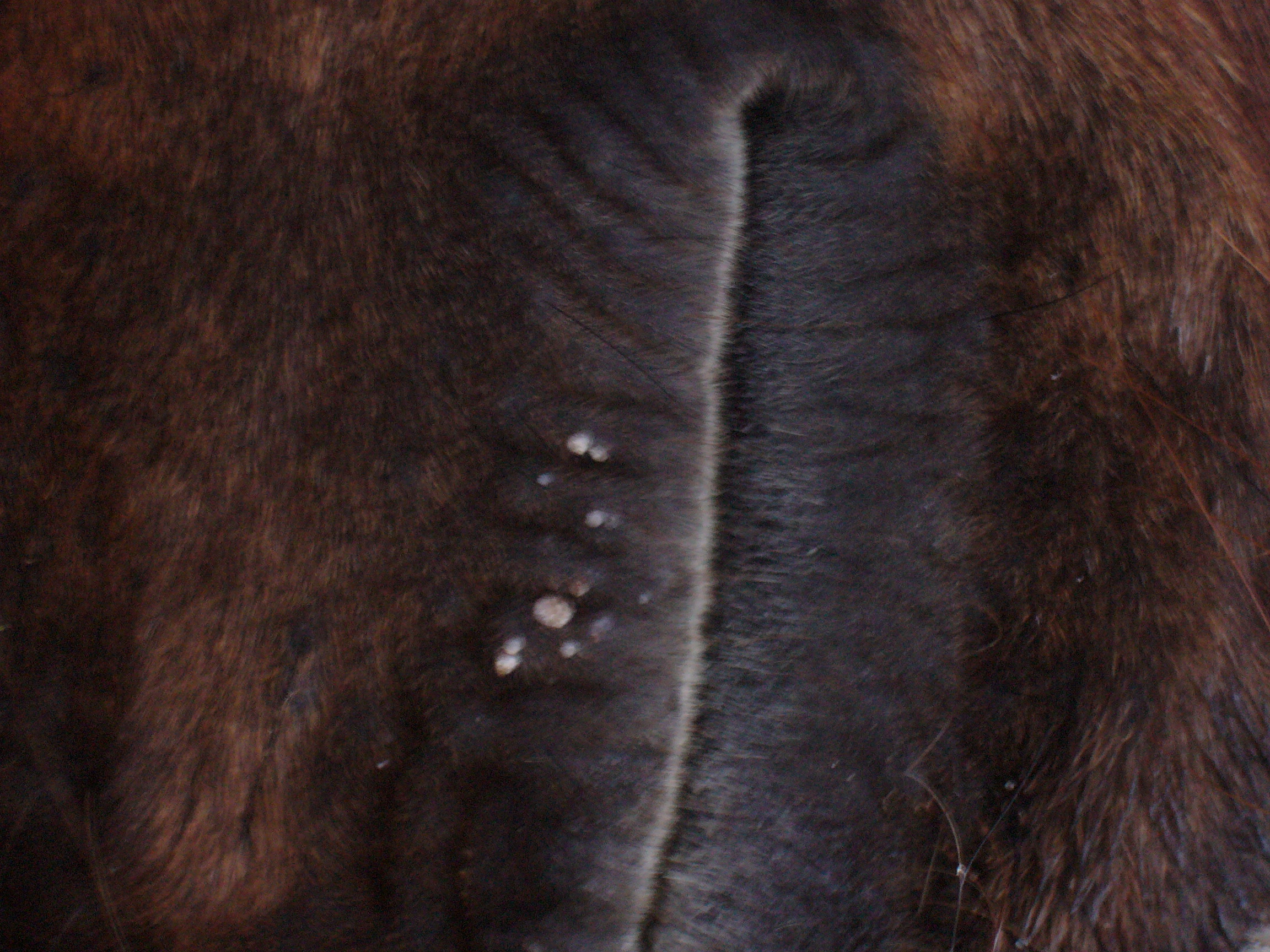
wirus brodawczaka końskiego typ 1

Brodawczyca koni – choroba wirusowa koni wywoływana przez różne typy wirusa EcPV(Equus Caballus Papilloma Virus), czyli wirusa brodawczaka końskiego, należącego do grupy papillomawirusów. Choroba opisana u koni już w IX w. w Bagdadzie. Najczęściej występuje u koni młodych, jednak zarazić się wirusem może koń w każdym wieku, najczęściej wówczas, gdy jego organizm jest osłabiony. Wirus występuje na całym świecie. Podczas badań nie stwierdzono zaraźliwości w stosunku do innych gatunków zwierząt: krów, owiec, psów, królików i świnek morskich. Wirus nie jest zakaźny względem ludzi. Diagnoza różnicowa z różnymi formami grzybicy skóry, sarkoidozą (zwłaszcza przy EcPV2 na genitaliach), reakcją alergiczną na ugryzienia owadów (zwłaszcza przy EcPV3 i EcpV4 w uszach).

## Typy wirusa
Obecnie wyróżnione zostały 4 typy wirusa:
- EcPV1 – wyodrębniony z form powstających w okolicy głowy, oczu, szyi, piersi i przednich nóg konia. Powoduje powstawanie zmian skórnych w postaci brodawek o różnej wielkości (2–20 mm), wysokości do 0,5 cm i w różnej ilości (od kilku do kilkuset). Brodawki białawe, szare lub różowawe. Brodawki pojawiają się do ok. 60 dni po infekcji i utrzymują się od 1 do 9 m-cy, po czym dochodzi do samoistnej remisji bez bliznowacenia. Konie nabywają pełnej odporności na wirusa po przechorowaniu.[2][3]
- EcPV2 – wyodrębniony z form brodawek powstających w okolicy genitaliów i błon śluzowych, może być potencjalnie związany z powstawaniem sarkoidozy[4], podobnie jak wirus brodawczaka krowiego BPV1 i BPV2 (Bovine Papilloma Virus)[5][6][7][8]
- EcPV3 – forma uszna EcpV3 i EcPV4 w postaci białych płaskich brodawek, zazwyczaj nie zanika samoistnie. Ostatnie badania na uniwersytecie Minnesoty wykazują dużą skuteczność leków ludzkich w leczeniu formy usznej (a także sarkoidów) kremem o 5% zawartości imikwimodu[9]. Forma podatna na wtórne zakażenia bakteryjne i grzybiczne, co może powodować nadwrażliwość uszu. Należy zapobiegać ugryzieniom owadów w istniejące brodawki – używając nauszników i masek na pysk dla koni[10].
- EcPV4 – nowo wyodrębniony typ wirusa pochodzący z brodawek formy usznej[11].

## Drogi zarażenia
Choroba zakaźna. Wirus najczęściej wnika do organizmu poprzez uszkodzenia naskórka. Przenoszony poprzez kontakt fizyczny pomiędzy końmi oraz używanie wspólnych przedmiotów dla różnych zwierząt, np. kantarów. Prawdopodobnie przenoszona przez owady z rodziny meszkowatych. Zakażenia wrodzone u źrebiąt rzadkie. By uniknąć zakażenia, chore konie należy odizolować od zwierząt, które nigdy nie chorowały na EcPV.

## Leczenie
Dotychczas nie ma jednoznacznie skutecznej metody leczenia form powodowanych przez typy wirusa niezanikające samoistnie. Możliwe jest operacyjne leczenie brodawek poprzez wycinanie chirurgiczne, laserowe lub wymrażanie. Najnowsze badania wykazały, że ich usuwanie nie powoduje miejscowych nawrotów, jednak może pozostawiać blizny lub depigmentację sierści. Stosowanie autoszczepionek, wykonywanych przez niektóre laboratoria weterynaryjne z próbek pobranych z brodawek, wedle najnowszych badań nie powoduje skrócenia czasu choroby, lecz po ich podaniu powstrzymuje powstawanie nowych brodawek.